# Appetite for Destruction
Appetite for Destruction là album phòng thu đầu tay của ban nhạc hard rock người Mỹ Guns N' Roses, do hãng thu âm Geffen Records phát hành vào ngày 21 tháng 7 năm 1987. Ban đầu, album không nhận được nhiều sự chú ý từ công chúng, mãi đến một năm sau đó, Appetite for Destruction mới thành công về mặt thương mại sau khi nhóm lưu diễn và các đĩa đơn như "Welcome to the Jungle", "Paradise City" và "Sweet Child o' Mine" được phát sóng rộng rãi. Album đã đạt vị trí số một trên bảng xếp hạng Billboard 200 của Mỹ và trở thành album bán chạy thứ bảy mọi thời đại tại đây, đồng thời là album đầu tay bán chạy nhất ở đất nước này. Với hơn 30 triệu bản được tiêu thụ, đây cũng là một trong những album bán chạy nhất toàn cầu.
Dù ban đầu giới phê bình có những ý kiến trái chiều, Appetite for Destruction về sau đã nhận được sự đánh giá cao và được xem như một trong những album vĩ đại nhất mọi thời đại. Năm 2018, album được tái bản dưới dạng box set remaster và tiếp tục nhận được sự ca ngợi rộng rãi.

## Hoàn cảnh ra đời
Guns N' Roses đã thực hiện những bản thu đầu tiên cho một EP dự kiến được phát hành vào tháng 3 năm 1985, ngay sau khi ban nhạc được thành lập, bao gồm ca khúc "Don't Cry", bản cover bài "Heartbreak Hotel", "Think About You" và "Anything Goes". Tuy nhiên, kế hoạch phát hành bị hủy bỏ khi tay guitar đầu tiên Tracii Guns rời nhóm và người thay thế anh là Slash. Ngay sau đó, đội hình kinh điển gồm Axl Rose, Duff McKagan, Slash, Steven Adler và Izzy Stradlin chính thức được xác lập.
Sau thời gian dài lưu diễn tại các câu lạc bộ ở Los Angeles, nhóm ký hợp đồng với Geffen Records vào tháng 3 năm 1986. Đến tháng 12 cùng năm, họ phát hành EP gồm bốn bài mang tên Live ?!*@ Like a Suicide nhằm duy trì sự chú ý của công chúng trong khi ban nhạc tạm rời khỏi các sân khấu câu lạc bộ để tập trung ghi âm trong phòng thu. Việc phát hành EP này cũng nhằm xoa dịu hãng đĩa – vốn lo ngại rằng nhóm không có đủ ca khúc để hoàn thành một album đầy đủ.

## Sáng tác và thu âm
Rose tiết lộ nhiều ca khúc trong album được sáng tác khi ban nhạc còn biểu diễn tại các câu lạc bộ ở Los Angeles. Một số bài sau này xuất hiện trong các album khác của Guns N' Roses từng được cân nhắc đưa vào Appetite for Destruction, như "Back Off Bitch", "You Could Be Mine", "November Rain" và "Don't Cry". Nguyên nhân "November Rain" không có mặt trong album được cho là vì ban nhạc đã quyết định đưa "Sweet Child o' Mine" vào danh sách ca khúc, đồng nghĩa với việc họ đã có sẵn một "bản ballad" trong album.
Nhà sản xuất Spencer Proffer được thuê để thu âm "Nightrain" và "Sweet Child o' Mine" nhằm kiểm tra khả năng ăn ý với ban nhạc. Trong các buổi thu này, nhóm đã thu tổng cộng 9 ca khúc với Proffer, gồm "Heartbreak Hotel", "Don't Cry", "Welcome to the Jungle" và "Shadow of Your Love". Khoảng giữa đến cuối năm 1986, ban nhạc thu các đĩa demo với nghệ sĩ guitar Manny Charlton (Nazareth), những demo này sau đó được phát hành vào năm 2018. Ban đầu nhóm tính mời Paul Stanley của Kiss làm nhà sản xuất, nhưng ý tưởng này bị bác bỏ khi ông muốn thay đổi bộ trống của Adler nhiều hơn mức Adler mong muốn. Robert John "Mutt" Lange cũng được cân nhắc, nhưng hãng đĩa không muốn chi thêm tiền cho một nhà sản xuất nổi tiếng. Cuối cùng, Mike Clink (người từng sản xuất nhiều đĩa nhạc của Triumph) được chọn và nhóm đã thu "Shadow of Your Love" đầu tiên với Clink như một bài thử nghiệm.
Sau vài tuần luyện tập, ban nhạc bắt đầu thu âm tại phòng thu Rumbo Recorders của Daryl Dragon vào tháng 1 năm 1987. Hai tuần đầu được dành để ghi các bản nhạc nền khi Clink dùng dao cạo để cắt dán những đoạn thu tốt nhất. Clink làm việc 18 tiếng mỗi ngày trong tháng tiếp theo, Slash thu đè (overdub) phần guitar vào buổi chiều và tối, còn Rose thể hiện phần giọng hát. Slash gặp khó khăn trong việc tìm kiếm âm thanh guitar ưng ý, trước khi chọn được bản sao của cây Gibson Les Paul gắn pickup Seymour Duncan Alnico II và cắm vào âm ly Marshall. Anh dành hàng giờ cùng Clink để tinh chỉnh và sắp xếp các đoạn solo. Tổng ngân sách cho album là khoảng 370.000 đô la Mỹ (USD). Theo tay trống Steven Adler, phần bộ gõ chỉ mất sáu ngày để hoàn thiện, nhưng giọng hát của Rose tốn nhiều thời gian hơn do anh kiên quyết thu từng dòng một và sự cầu toàn của Rose khiến các thành viên khác phải rời phòng thu. Các bản phối khí và thu đè cuối cùng được thực hiện tại Mediasound Studios và được xử lý hậu kỳ (master) tại Sterling Sound ở New York.
Nhiều ca khúc trong Appetite For Destruction khởi đầu là các bản demo do từng thành viên sáng tác riêng trước khi được hoàn thiện sau này. Trong số này có "It's So Easy" (Duff McKagan) và "Think About You" (Izzy Stradlin). "Rocket Queen" vốn là bản nhạc dở dang của Slash/McKagan/Adler từ lúc họ còn ở nhóm nhạc trước Road Crew, còn "Anything Goes" (do Hollywood Rose sáng tác và có trong album tổng hợp The Roots of Guns N' Roses) được sáng tác lại cho Appetite. Phần lớn ca khúc phản ánh trải nghiệm cá nhân và đời sống thường nhật của ban nhạc, như một số ca từ của "Welcome to the Jungle" được Rose viết sau khi gặp một người đàn ông ở New York ngay sau khi chuyển từ Indiana đến vào năm 1980, hay "Mr. Brownstone" nói về vấn đề heroin của nhóm. Một số bài hát khác tập trung vào tuổi trẻ của các thành viên, như "Out ta Get Me" xoay quanh những rắc rối pháp lý liên miên của Axl Rose thời trẻ ở Indiana.
Năm 1999, Rose quyết định thu âm lại album với đội hình Guns N' Roses lúc bấy giờ (gồm Rose, Robin Finck, Tommy Stinson, Paul Tobias, Josh Freese, Dizzy Reed và Chris Pitman) nhằm "nâng cấp" album bằng các kỹ thuật thu âm mới. Dù phiên bản thu lại này chưa từng được phát hành chính thức, nhưng nửa sau bản thu lại của ca khúc "Sweet Child o' Mine" có thể được nghe (sau phần đầu là bản trình diễn trực tiếp) trong phần credit cuối phim Big Daddy (1999).

## Thiết kế bìa
Bìa album ban đầu được lấy cảm hứng từ bức tranh Appetite for Destruction của Robert Williams, mô tả một tên robot hiếp dâm sắp bị trừng phạt bởi một hiệp sĩ kim loại. Sau khi nhiều nhà bán lẻ từ chối trưng bày album, một số lãnh đạo Geffen đã thỏa hiệp bằng cách đưa bìa gây tranh cãi vào bên trong, thay thế bằng hình ảnh chữ thập Celtic với năm chiếc sọ tượng trưng cho năm thành viên (sọ trên cùng: Izzy Stradlin, sọ bên trái: Steven Adler, sọ trung tâm: Axl Rose, sọ bên phải: Duff McKagan và sọ dưới cùng: Slash). Trong một cuộc phỏng vấn năm 2016, Billy White Jr. (người thiết kế hình xăm chữ thập và sọ làm nền tảng cho bìa album) giải thích: "Ý tưởng về chữ thập và những chiếc sọ giống thành viên ban nhạc là của Axl, phần còn lại là tôi. Họa tiết nút thắt trên chữ thập là để tưởng nhớ Thin Lizzy, ban nhạc mà cả Axl và tôi đều yêu thích." Bìa gốc dự định sẽ được sử dụng cho bản tái bản vinyl năm 2008, nhưng đã bị thay thế bằng thiết kế "sọ" vào phút chót. Các bức ảnh dùng cho mặt sau album và phần ghi chú được chụp bởi Robert John, Marc Canter, Jack Lue, Leonard McCardie và Greg Freeman.
Ban nhạc khẳng định bìa gốc là "một tuyên ngôn xã hội mang tính biểu tượng, với robot đại diện cho hệ thống công nghiệp đang cưỡng bức và hủy hoại môi trường sống của chúng ta." Trên các bản phát hành hai mặt (đĩa than và băng cassette), hai mặt được dán nhãn "G" và "R" thay vì quy ước thông thường "A" và "B". Các track 1–6 thuộc mặt "G" đều đề cập đến ma túy và cuộc sống khắc nghiệt ở đô thị ("mặt Guns - Súng"). Các track còn lại thuộc mặt "R" tập trung vào chủ đề tình yêu, tình dục và các mối quan hệ ("mặt Roses - Hoa hồng"). Trong buổi phỏng vấn với That Metal Show năm 2011, Rose tiết lộ ý tưởng ban đầu của anh là dùng bức ảnh tàu con thoi Challenger nổ tung trên bìa tạp chí Time năm 1986 làm bìa album, nhưng Geffen đã bác bỏ vì cho rằng nó "không phù hợp".

## Marketing và doanh số
Khi Appetite for Destruction được Geffen Records phát hành vào ngày 21 tháng 7 năm 1987, album hầu như không nhận được sự chú ý từ giới truyền thông và đài phát thanh Mỹ, ngoại trừ một vài lần phát sóng tại California. Nhà báo âm nhạc Stephen Davis sau này cho rằng nguyên nhân là do sự cạnh tranh từ các dòng nhạc rock thịnh hành lúc bấy giờ, bao gồm album trở lại đình đám Permanent Vacation của Aerosmith, sự hiện diện của Def Leppard trên sóng phát thanh với album Hysteria và sự thống trị của dòng rock tâm linh của U2 trong khung giờ vàng của MTV. Album ra mắt ở vị trí 182 trên bảng xếp hạng Billboard 200 vào tuần ngày 29 tháng 8, nhưng chỉ bán được 200.000 bản trong vài tháng đầu phát hành, khiến Geffen tính đến chuyện "bỏ rơi" nhạc phẩm này.
Ban đầu, các đài phát thanh từ chối phát ca khúc "Welcome to the Jungle", còn MTV không muốn chiếu video âm nhạc (MV) của bài hát. Tuy nhiên, sau nhiều tháng vận động, Al Coury (tổng giám đốc Geffen) đã thuyết phục được MTV phát video một lần mỗi đêm trong ba đêm liên tiếp. "Welcome to the Jungle" nhanh chóng trở thành video được yêu cầu nhiều nhất trên kênh này và Coury đã tận dụng thành công đó để thuyết phục các đài phát thanh, đồng thời gửi cho họ bản promo của "Welcome to the Jungle", "Paradise City" và "Sweet Child o' Mine".
Nhờ được phát sóng trên radio và truyền hình cùng với các chuyến lưu diễn của ban nhạc, Appetite for Destruction đã vươn lên vị trí số một trên bảng xếp hạng Billboard 200 vào ngày 6 tháng 8 năm 1988, tức hơn một năm sau khi phát hành.Album duy trì vị trí quán quân trong tổng cộng bốn tuần không liên tiếp và có mặt 147 tuần trên bảng xếp hạng. Slash nhớ lại: "Chúng tôi tưởng mình làm ra một album thành công cỡ Motörhead là cùng. Nó hoàn toàn không mang tính thương mại. Phải mất một năm nó mới lọt vào bảng xếp hạng. Ban đầu chẳng ai thèm quan tâm."
Từ năm 1994 đến 2018, Appetite for Destruction đã bán được hơn 1,2 triệu bản tại Vương quốc Anh. Đến tháng 9 năm 2008, album được Hiệp hội Công nghiệp Ghi âm Hoa Kỳ (RIAA) chứng nhận 18 đĩa Bạch kim với hơn 18 triệu bản đã phân phối tại Mỹ, trở thành album bán chạy thứ 11 mọi thời đại tại đây. Theo Billboard vào năm 2008, đây còn là album đầu tay bán chạy nhất lịch sử nước Mỹ. Cùng năm, Sky News đưa tin doanh số toàn cầu của album đạt khoảng 28 triệu bản, giúp tác phẩm lọt vào danh sách những album bán chạy nhất mọi thời đại. Đến năm 2013, con số này đã tăng lên gần 31 triệu bản.

## Đánh giá chuyên môn
| Đánh giá chuyên môn               | Đánh giá chuyên môn |
| Nguồn đánh giá                    | Nguồn đánh giá      |
| Nguồn                             | Đánh giá            |
| --------------------------------- | ------------------- |
| AllMusic                          | [ 34 ]              |
| Christgau's Record Guide          | B−                  |
| The Encyclopedia of Popular Music | [ 36 ]              |
| Entertainment Weekly              | A                   |
| MusicHound Rock                   | [ 38 ]              |
| Pitchfork                         | 10/10               |
| Rolling Stone                     | [ 40 ]              |
| The Rolling Stone Album Guide     | [ 41 ]              |
| Spin                              | [ 42 ]              |
| Sputnikmusic                      | 2/5                 |

Ban đầu Appetite for Destruction không được giới phê bình Mỹ đón nhận nồng nhiệt, nhiều người trong số họ cho rằng thành công thương mại của album đến từ việc khai thác các chủ đề "cấm kỵ" về tình dục, ma túy và rock & roll trong thập niên 1980 - thời kỳ chịu ảnh hưởng mạnh mẽ từ chính quyền Reagan-Bush, khủng hoảng AIDS và sự thống trị của MTV. Năm 1987, Dave Ling của Metal Hammer đã chê album này như một bản pha trộn kém cỏi các yếu tố từ những ban nhạc như Aerosmith, Hanoi Rocks và AC/DC. Trong khi đó, giới phê bình Anh tỏ ra tích cực hơn. Tạp chí Kerrang! khẳng định: "Cuối cùng thì rock cũng được giật khỏi tay những kẻ nhạt nhẽo, yếu đuối, mệt mỏi, cũ kỹ để trở về với những kẻ nổi loạn đích thực." Dù vậy, album vẫn được bình chọn ở vị trí thứ 26 trong danh sách Pazz & Jop (1988) của The Village Voice - cuộc thăm dò ý kiến phê bình gia toàn nước Mỹ. Robert Christgau (người giám sát cuộc thăm dò) đã dành lời khen ngợi có chừng mực khi đánh giá album trong cuốn sách Christgau's Record Guide: The '80s (1990). Nhà phê bình này tán dương khả năng thanh nhạc "tự nhiên, thuyết phục" của Rose là "không thể phủ nhận và [giúp anh] vượt trội so với các đồng nghiệp đương thời", song nhận thấy màn trình diễn của nam ca sĩ bị giảm giá trị bởi những ca từ đáng ngờ tiết lộ ý tưởng đen tối: "Anh ta không yêu 'Night Train', anh ta yêu cơn nghiện rượu. Và một khi cô bé ngọt ngào kia chứng tỏ tình yêu bằng cách phục vụ anh ta trước ống kính, con điếm độc ác đó đã sẵn sàng cho màn 'Xem tao đấm mày ngã quỵ đây'."
Trong bài đánh giá hồi cố cho The Rolling Stone Album Guide (2004), Ann Powers nhận định Guns N' Roses đã "tạo ra một hỗn hợp độc đáo của các giá trị rock đa dạng" - từ "tốc độ và kỹ thuật, hào nhoáng đến bụi bặm" - trong một album "đã thay đổi nhận thức về hard rock đương thời." Stephen Thomas Erlewine cũng coi album này như "bước ngoặt cho hard rock" trong bài đánh giá trên AllMusic, đồng thời cho rằng chất giọng và khả năng sáng tác của Rose được nâng tầm nhờ lối chơi guitar song tấu của Slash và Stradlin, giúp Appetite for Destruction trở thành "album metal xuất sắc nhất cuối thập niên 80". Jimmy Martin từ The Quietus nhận xét tác phẩm là "album hard rock vĩ đại nhất thập niên 80", nhấn mạnh chất liệu "thô ráp đậm chất punk" của album đã đánh dấu bước "ly khai" khỏi các ban nhạc hair metal được MTV thương mại hóa. Christa Titus của Billboard cho rằng Appetite for Destruction có sức hút đa dạng nhờ cách Guns N' Roses kết hợp "cường lực chơi nhạc của metal, tinh thần nổi loạn từ punk rock, thẩm mỹ glam metal cùng những riff guitar bluesy đủ làm hài lòng giới thuần túy." Russell Hall (cây bút của tạp chí trực tuyến Gibson) khẳng định album đã "tiêm một liều nổi loạn phong cách những năm 70 vào dòng pop metal bồng bột thập niên 80" bằng cách "pha trộn sự ngạo nghễ của Stones cuối thập niên 60 và Aerosmith cổ điển với vẻ đe dọa của punk cùng thẩm mỹ glam rẻ tiền."
Trong bài viết cho Pitchfork, Maura Johnston nhận xét album này là "khoảnh khắc bước ngoặt của rock thập niên 80, ghi lại mọi mặt tối của Los Angeles dưới sự dẫn dắt của giọng ca gai góc Axl Rose cùng ban nhạc sắc bén như dao găm." Dennis O'Dell từ BBC Music nhận định đây vẫn là tác phẩm xuất sắc nhất của nhóm - một album khoái lạc cuốn hút, đồng quan điểm với Ric Albano của tạp chí Classic Rock: "Ban nhạc sẽ không bao giờ lặp lại được tầm ảnh hưởng và sự đột phá nguyên bản như ở đây." Trong danh sách năm 2000, Q tôn vinh đây là một trong những album metal vĩ đại nhất, ca ngợi như "bản hùng ca bất hủ về tình dục, ma túy và rock'n'roll". Chuck Klosterman cho rằng đây sẽ là album pop metal duy nhất lọt vào top 10 album rock hay nhất mọi thời đại nếu có bầu chọn, còn Chuck Eddy vừa ghi danh tác phẩm là "album vĩ đại nhất từng được làm về việc bạn không thể chạy trốn khỏi chính mình", vừa xếp nó vào danh sách những album hair metal cần phải nghe trên Spin. Ngược lại, Sputnikmusic nhận xét album đã phần nào bị đánh giá quá cao, khi hầu hết ca khúc đều kém nổi bật so với những tuyệt phẩm như "Welcome to the Jungle", "Sweet Child o' Mine", "Paradise City", "Mr. Brownstone" và "Rocket Queen".

### Danh hiệu
Theo trang Acclaimed Music, Appetite for Destruction là đĩa nhạc nắm giữ hạng 63 trong danh sách các nhạc phẩm mọi thời đại của giới phê bình.
- Năm 1989, Rolling Stone liệt Appetite for Destruction ở hạng 27 trong những album hay nhất thập niên 1980.[54]
- Về sau Rolling Stone còn liệt nhạc phẩm ở hạng 62 trong danh sách 500 album xuất sắc nhất mọi thời đại.[55]
- Năm 2001, tạp chí Q tôn vinh Appetite for Destruction là một trong 50 album nặng đô nhất mọi thời đại.[56]
- Năm 2004, Q cũng tôn vinh Appetite for Destruction là một trong album classic rock hay nhất từ trước đến nay.[57]
- Năm 2003, VH1 vinh danh Appetite for Destruction ở hạng 42 trong số các album xuất sắc nhất mọi thời đại.[58]
- Năm 2002, Pitchfork liệt Appetite for Destruction ở hạng 59 trong Top 100 album của thập kỷ 1980.[59]
- Nhạc phẩm xếp thứ 18 trong danh sách "100 album xuất sắc nhất, 1985–2005" của tạp chí Spin.[60]
- Năm 2006, Kerrang! liệt album #1 trong danh sách các album rock hay nhất.[61]
- Năm 2006, album có mặt trong cuốn sách 1001 album bạn phải nghe trước khi chết.[62]
- Album đứng thứ 32 trong danh sách 200 album của Đại sảnh danh vọng nhạc rock, do Hiệp hội thương nhân âm nhạc quốc gia (NARM) tổ chức.[63]
- Năm 2006, Q xếp album ở #10 trong danh sách "40 album hay nhất thập kỷ '80".[64]
- Năm 2006, album đứng hạng á quân trong danh sách 100 album bằng guitar xuất sắc nhất mọi thời đại của tạp chí Guitar World.[65]
- Năm 2011, đài phát thanh của Úc là Triple M liệt Appetite for Destruction ở #1 trong danh sách 250 album thay đổi phần lớn cuộc đời.
- Năm 2012, Rolling Stone  xếp Appetite for Destruction thứ 62 trong những album xuất sắc nhất mọi thời đại.[66]
- Năm 2012, Slant Magazine liệt album ở #37 trong danh sách các "album hay nhất thập niên 1980".[67]
- Năm 2012, Clash điền tên album vào Đại sảnh album kinh điển của tạp chí.[68]

## Danh sách bài hát

### Bản phát hành gốc
Tất cả các ca khúc được viết bởi Guns N' Roses, ngoại trừ chỗ ghi chú.
| Mặt 'G' | Mặt 'G'                                     | Mặt 'G'    |
| STT     | Nhan đề                                     | Thời lượng |
| ------- | ------------------------------------------- | ---------- |
| 1.      | "Welcome to the Jungle"                     | 4:31       |
| 2.      | "It's So Easy" (Guns N' Roses, West Arkeen) | 3:21       |
| 3.      | "Nightrain"                                 | 4:26       |
| 4.      | "Out ta Get Me"                             | 4:20       |
| 5.      | "Mr. Brownstone"                            | 3:46       |
| 6.      | "Paradise City"                             | 6:46       |

| Mặt 'R'          | Mặt 'R'                                      | Mặt 'R'    |
| STT              | Nhan đề                                      | Thời lượng |
| ---------------- | -------------------------------------------- | ---------- |
| 7.               | "My Michelle"                                | 3:39       |
| 8.               | "Think About You"                            | 3:50       |
| 9.               | "Sweet Child o' Mine"                        | 5:55       |
| 10.              | "You're Crazy"                               | 3:16       |
| 11.              | "Anything Goes" (Guns N' Roses, Chris Weber) | 3:25       |
| 12.              | "Rocket Queen"                               | 6:13       |
| Tổng thời lượng: | Tổng thời lượng:                             | 53:52      |

### Bản siêu chất lượng cao
Bản "Locked N' Loaded" và "Bản siêu chất lượng cao" có chung nội dung về mặt âm nhạc. Đĩa 1 là album nguyên tác.
Tất cả các ca khúc được viết bởi Guns N' Roses, ngoại trừ chỗ ghi chú.
| Disc 2: B-Sides N' EP's | Disc 2: B-Sides N' EP's                                              | Disc 2: B-Sides N' EP's                                                        | Disc 2: B-Sides N' EP's |
| STT                     | Nhan đề                                                              | Sáng tác                                                                       | Thời lượng              |
| ----------------------- | -------------------------------------------------------------------- | ------------------------------------------------------------------------------ | ----------------------- |
| 1.                      | "Reckless Life"                                                      | Axl Rose, Izzy Stradlin, Chris Weber                                           | 3:21                    |
| 2.                      | "Nice Boys"                                                          | Angry Anderson, Mick Cocks, Geordie Leach, Dallas "Digger" Royall, Peter Wells | 3:02                    |
| 3.                      | "Move to the City" (Live)                                            | Stradlin, Weber, Del James                                                     | 3:34                    |
| 4.                      | "Mama Kin"                                                           | Steven Tyler                                                                   | 3:41                    |
| 5.                      | "Shadow of Your Love" (Live)                                         | Axl Rose, Izzy Stradlin, Paul Tobias                                           | 3:03                    |
| 6.                      | "You're Crazy" (Bản acoustic)                                        |                                                                                | 4:25                    |
| 7.                      | "Patience"                                                           |                                                                                | 5:54                    |
| 8.                      | "Used to Love Her"                                                   |                                                                                | 3:13                    |
| 9.                      | "You're Crazy"                                                       |                                                                                | 4:10                    |
| 10.                     | "It's So Easy" (Live at the Marquee Club London / 1987)              | Guns N' Roses, West Arkeen                                                     | 3:54                    |
| 11.                     | "Knockin' on Heaven's Door" (Live at the Marquee Club London / 1987) | Bob Dylan                                                                      | 4:59                    |
| 12.                     | "Whole Lotta Rosie" (Live at the Marquee Club London / 1987)         | Angus Young, Bon Scott, Malcolm Young                                          | 4:06                    |
| Tổng thời lượng:        | Tổng thời lượng:                                                     | Tổng thời lượng:                                                               | 47:21                   |

Tất cả các ca khúc được viết bởi Guns N' Roses, ngoại trừ nơi ghi chú.
| Đĩa 3: Ghi nháp của Sound City năm 1986 | Đĩa 3: Ghi nháp của Sound City năm 1986                                                        | Đĩa 3: Ghi nháp của Sound City năm 1986 |
| STT                                     | Nhan đề                                                                                        | Thời lượng                              |
| --------------------------------------- | ---------------------------------------------------------------------------------------------- | --------------------------------------- |
| 1.                                      | "Welcome to the Jungle"                                                                        | 4:59                                    |
| 2.                                      | "Nightrain"                                                                                    | 4:49                                    |
| 3.                                      | "Out ta Get Me"                                                                                | 4:01                                    |
| 4.                                      | "Paradise City"                                                                                | 5:34                                    |
| 5.                                      | "My Michelle"                                                                                  | 4:21                                    |
| 6.                                      | "Think About You"                                                                              | 3:50                                    |
| 7.                                      | "You're Crazy"                                                                                 | 3:21                                    |
| 8.                                      | "Anything Goes" (Guns N' Roses, Chris Weber)                                                   | 4:35                                    |
| 9.                                      | "Rocket Queen"                                                                                 | 6:06                                    |
| 10.                                     | "Shadow of Your Love" (Rose, Stradlin, Paul Tobias)                                            | 2:38                                    |
| 11.                                     | "Heartbreak Hotel (bản hát lại Elvis Presley)" (Mae Boren Axton, Thomas Durden, Elvis Presley) | 4:36                                    |
| 12.                                     | "Jumpin' Jack Flash (The Rolling Stones cover)" (Jagger/Richards, Bill Wyman)                  | 3:21                                    |
| Tổng thời lượng:                        | Tổng thời lượng:                                                                               | 52:11                                   |

| Đĩa 4: Ghi nháp của Sound City năm 1986 | Đĩa 4: Ghi nháp của Sound City năm 1986  | Đĩa 4: Ghi nháp của Sound City năm 1986 | Đĩa 4: Ghi nháp của Sound City năm 1986 |
| STT                                     | Nhan đề                                  | Sáng tác                                | Thời lượng                              |
| --------------------------------------- | ---------------------------------------- | --------------------------------------- | --------------------------------------- |
| 1.                                      | "Shadow of Your Love"                    | Rose, Stradlin, Tobias                  | 3:05                                    |
| 2.                                      | "Move to the City"                       | Stradlin, Weber, Del James              | 3:16                                    |
| 3.                                      | "Ain't Goin' Down No More" (Bản hòa tấu) | Guns N' Roses, Weber                    | 3:30                                    |
| 4.                                      | "The Plague"                             | Guns N' Roses, Weber                    | 0:54                                    |
| 5.                                      | "Nice Boys"                              | Anderson, Cocks, Leach, Royall, Wells   | 2:58                                    |
| 6.                                      | "Back off Bitch"                         | Rose, Tobias                            | 4:39                                    |
| 7.                                      | "Reckless Life"                          | Rose, Stradlin, Weber                   | 2:45                                    |
| 8.                                      | "Mama Kin"                               | Tyler                                   | 3:26                                    |
| 9.                                      | "New Work Tune"                          | Guns N' Roses, Weber                    | 3:25                                    |
| 10.                                     | "November Rain" (Bản piano)              | Rose                                    | 10:18                                   |
| 11.                                     | "Move to the City" (Bản acoustic)        | Stradlin, Weber, James                  | 3:41                                    |
| 12.                                     | "You're Crazy" (Bản acoustic)            | Guns N' Roses                           | 4:06                                    |
| 13.                                     | "November Rain" (Bản acoustic)           | Rose                                    | 5:00                                    |
| 14.                                     | "Jumpin' Jack Flash" (Bản acoustic)      | Jagger/Richards, Wyman                  | 3:52                                    |
| 15.                                     | "Move to the City" (Bản acoustic 1988)   | Stradlin, Weber, James                  | 3:26                                    |
| Tổng thời lượng:                        | Tổng thời lượng:                         | Tổng thời lượng:                        | 58:21                                   |

Tất cả các ca khúc được viết bởi Guns N' Roses, ngoại trừ chỗ ghi chú.
| Đĩa cassette tặng kèm ẩn: Ghi nháp của Mystic Studio năm 1985 | Đĩa cassette tặng kèm ẩn: Ghi nháp của Mystic Studio năm 1985 | Đĩa cassette tặng kèm ẩn: Ghi nháp của Mystic Studio năm 1985 |
| STT                                                           | Nhan đề                                                       | Thời lượng                                                    |
| ------------------------------------------------------------- | ------------------------------------------------------------- | ------------------------------------------------------------- |
| 1.                                                            | "Welcome to the Jungle"                                       | 4:52                                                          |
| 2.                                                            | "Anything Goes" (Guns N' Roses, Weber)                        | 5:03                                                          |
| 3.                                                            | "Don't Cry" (Rose, Stradlin)                                  | 4:36                                                          |
| 4.                                                            | "Back Off Bitch" (Rose, Tobias)                               | 4:46                                                          |
| 5.                                                            | "Think About You"                                             | 3:58                                                          |

### Bản chất lượng cao
Tất cả các ca khúc được viết bởi Guns N' Roses, ngoại trừ chỗ ghi chú.
| Đĩa 1: Appetite for Destruction Remastered | Đĩa 1: Appetite for Destruction Remastered   | Đĩa 1: Appetite for Destruction Remastered |
| STT                                        | Nhan đề                                      | Thời lượng                                 |
| ------------------------------------------ | -------------------------------------------- | ------------------------------------------ |
| 1.                                         | "Welcome to the Jungle"                      | 4:33                                       |
| 2.                                         | "It's So Easy" (Guns N' Roses, West Arkeen)  | 3:22                                       |
| 3.                                         | "Nightrain"                                  | 4:28                                       |
| 4.                                         | "Out ta Get Me"                              | 4:23                                       |
| 5.                                         | "Mr. Brownstone"                             | 3:48                                       |
| 6.                                         | "Paradise City"                              | 6:45                                       |
| 7.                                         | "My Michelle"                                | 3:39                                       |
| 8.                                         | "Think About You"                            | 3:51                                       |
| 9.                                         | "Sweet Child o' Mine"                        | 5:56                                       |
| 10.                                        | "You're Crazy"                               | 3:17                                       |
| 11.                                        | "Anything Goes" (Guns N' Roses, Chris Weber) | 3:26                                       |
| 12.                                        | "Rocket Queen"                               | 6:13                                       |
| Tổng thời lượng:                           | Tổng thời lượng:                             | 53:41                                      |

Tất cả các ca khúc được viết bởi Guns N' Roses, ngoại trừ nơi ghi chú.
| Đĩa 2: ‘’Mặt B, EP và...’’ | Đĩa 2: ‘’Mặt B, EP và...’’                                                | Đĩa 2: ‘’Mặt B, EP và...’’                                                     | Đĩa 2: ‘’Mặt B, EP và...’’ |
| STT                        | Nhan đề                                                                   | Sáng tác                                                                       | Thời lượng                 |
| -------------------------- | ------------------------------------------------------------------------- | ------------------------------------------------------------------------------ | -------------------------- |
| 1.                         | "Reckless Life"                                                           | Axl Rose, Izzy Stradlin, Chris Weber                                           | 3:21                       |
| 2.                         | "Nice Boys" (Bản hát lại Rose Tattoo)                                     | Angry Anderson, Mick Cocks, Geordie Leach, Dallas "Digger" Royall, Peter Wells | 3:02                       |
| 3.                         | "Move to the City" (Live)                                                 | Stradlin, Weber, Del James                                                     | 3:34                       |
| 4.                         | "Mama Kin" (Bản hát lại Aerosmithr)                                       | Steven Tyler                                                                   | 3:41                       |
| 5.                         | "Shadow of Your Love" (Live)                                              | Axl Rose, Izzy Stradlin, Paul Tobias                                           | 3:03                       |
| 6.                         | "Welcome to the Jungle" (Ghi nháp của Sound City 1986)                    |                                                                                | 4:59                       |
| 7.                         | "Nightrain" (Ghi nháp của Sound City 1986)                                |                                                                                | 4:49                       |
| 8.                         | "Out ta Get Me" (Ghi nháp của Sound City 1986)                            |                                                                                | 4:01                       |
| 9.                         | "Paradise City" (1986 Sound City Sessions)                                |                                                                                | 5:34                       |
| 10.                        | "My Michelle" (Ghi nháp của Sound City 1986)                              |                                                                                | 4:21                       |
| 11.                        | "Shadow of Your Love"                                                     | Rose, Stradlin, Tobias                                                         | 3:05                       |
| 12.                        | "It's So Easy" (Live at the Marquee Club London / 1987)                   | Guns N' Roses, West Arkeen                                                     | 3:54                       |
| 13.                        | "Knockin' on Heaven's Door" (Live at the Marquee Club London / 1987)      | Bob Dylan                                                                      | 4:59                       |
| 14.                        | "Whole Lotta Rosie" (Live at the Marquee Club London / 1987, AC/DC cover) | Angus Young, Bon Scott, Malcolm Young                                          | 4:06                       |
| 15.                        | "You're Crazy" (Bản acoustic)                                             |                                                                                | 4:25                       |
| 16.                        | "Patience"                                                                |                                                                                | 5:54                       |
| 17.                        | "Used to Love Her"                                                        |                                                                                | 3:13                       |
| 18.                        | "Move to the City" (Bản acoustic 1988)                                    | Stradlin, Weber, James                                                         | 3:26                       |
| Tổng thời lượng:           | Tổng thời lượng:                                                          | Tổng thời lượng:                                                               | 1:13:27                    |

## Xếp hạng
| Xếp hạng (1987–2020)                   | Vị trí cao nhất |
| -------------------------------------- | --------------- |
| Album Úc (ARIA)                        | 7               |
| Album Áo (Ö3 Austria)                  | 3               |
| Album Bỉ (Ultratop Vlaanderen)         | 11              |
| Album Bỉ (Ultratop Wallonie)           | 5               |
| Album Canada (Billboard)               | 7               |
| Album Hà Lan (Album Top 100)           | 3               |
| Album Pháp (SNEP)                      | 25              |
| Album Đức (Offizielle Top 100)         | 2               |
| Album Ireland (IRMA)                   | 7               |
| Album Ý (FIMI)                         | 5               |
| Album New Zealand (RMNZ)               | 1               |
| Album Na Uy (VG-lista)                 | 9               |
| Album Ba Lan (ZPAV)                    | 21              |
| Album Thụy Điển (Sverigetopplistan)    | 12              |
| Album Thụy Sĩ (Schweizer Hitparade)    | 5               |
| Album Anh Quốc (OCC)                   | 5               |
| Album Hoa Kỳ Billboard 200             | 1               |
| Album Hoa Kỳ Top Rock (Billboard)      | 4               |
| Album Hoa Kỳ Top Hard Rock (Billboard) | 1               |

| Xếp hạng (1988)      | Vị trí |
| -------------------- | ------ |
| Album Úc (ARIA)      | 38     |
| Billboard 200 của Mỹ | 6      |

| Xếp hạng (1989)                     | Vị trí |
| ----------------------------------- | ------ |
| Album Úc (ARIA)                     | 11     |
| Album Hà Lan (Album Top 100)        | 12     |
| Album Đức (Offizielle Top 100)      | 21     |
| Album Thụy Sĩ (Schweizer Hitparade) | 3      |
| Billboard 200 của Mỹ                | 5      |

| Xếp hạng (1992)                | Vị trí |
| ------------------------------ | ------ |
| Album Đức (Offizielle Top 100) | 63     |

| Xếp hạng (2016)                     | Vị trí |
| ----------------------------------- | ------ |
| Album Thụy Điển (Sverigetopplistan) | 82     |

| Xếp hạng (2017)                     | Vị trí |
| ----------------------------------- | ------ |
| Album Thụy Điển (Sverigetopplistan) | 68     |

| Xếp hạng (2018)                     | Vị trí |
| ----------------------------------- | ------ |
| Album Úc (ARIA)                     | 74     |
| Album Đức (Offizielle Top 100)      | 96     |
| Album Thụy Điển (Sverigetopplistan) | 50     |
| Top Rock Album của Mỹ (Billboard)   | 43     |

| Xếp hạng (2019)                     | Vị trí |
| ----------------------------------- | ------ |
| Album Úc (ARIA)                     | 83     |
| Album Thụy Điển (Sverigetopplistan) | 71     |
| Top Rock Album của Mỹ (Billboard)   | 64     |

## Chứng nhận
| Quốc gia | Chứng nhận   | Số đơn vị/doanh số chứng nhận |
| --- | ------------ | ----------------------------- |
| Argentina (CAPIF) | 3× Bạch kim  | 180.000^                      |
| Úc (ARIA) | 7× Bạch kim  | 490.000‡                      |
| Áo (IFPI Áo) | Bạch kim     | 50.000*                       |
| Brasil (Pro-Música Brasil) | Bạch kim     | 250.000*                      |
| Canada (Music Canada) | Kim cương    | 1.000.000^                    |
| Phần Lan (Musiikkituottajat) | Vàng         | 25.000                        |
| Pháp (SNEP) | 2× Vàng      | 200.000*                      |
| Đức (BVMI) | Bạch kim     | 500.000^                      |
| Italy sales in 1989 | —            | 150.000                       |
| Ý (FIMI) | 2× Bạch kim  | 100.000‡                      |
| Nhật Bản (RIAJ) | Bạch kim     | 200.000^                      |
| México (AMPROFON) | Vàng         | 100.000^                      |
| Hà Lan (NVPI) | Bạch kim     | 100.000^                      |
| New Zealand (RMNZ) | 5× Bạch kim  | 75.000^                       |
| Thụy Điển (GLF) | Vàng         | 50.000^                       |
| Thụy Sĩ (IFPI) | Bạch kim     | 50.000^                       |
| Anh Quốc (BPI) | 4× Bạch kim  | 1.200.000^                    |
| Hoa Kỳ (RIAA) | 18× Bạch kim | 18.000.000^                   |
| * Chứng nhận dựa theo doanh số tiêu thụ. ^ Chứng nhận dựa theo doanh số nhập hàng. ‡ Chứng nhận dựa theo doanh số tiêu thụ và phát trực tuyến. |              |                               |